# Aachener Turn- und Sportverein Alemannia 1900 1967-1968
Questa voce raccoglie le informazioni riguardanti l'Aachener Turn- und Sportverein Alemannia 1900 nelle competizioni ufficiali della stagione 1967-1968.

## Stagione
Nella stagione 1967-1968 l'Alemannia, allenato da Michael Pfeiffer, concluse il campionato di Bundesliga all'11º posto. In Coppa di Germania l'Alemannia fu eliminato al primo turno dal Preußen Münster.

## Rosa
| N. |                     | Ruolo | Calciatore          |
| -- | ------------------- | ----- | ------------------- |
|    | Germania (bandiera) | P     | Günter Knops        |
|    | Germania (bandiera) | P     | Gerhard Prokop      |
|    | Germania (bandiera) | P     | Heinz Schors        |
|    | Germania (bandiera) | D     | Erwin Hermandung    |
|    | Germania (bandiera) | D     | Werner Nievelstein  |
|    | Germania (bandiera) | D     | Rolf Pawellek       |
|    | Germania (bandiera) | D     | Peter Schöngen      |
|    | Germania (bandiera) | D     | Josef Thelen        |
|    | Uruguay (bandiera)  | D     | Horacio Troche      |
|    | Germania (bandiera) | C     | Karl-Heinz Bechmann |
|    | Germania (bandiera) | C     | Erwin Hoffmann      |
|    | Germania (bandiera) | C     | Willi Krieger       |

| N. |                     | Ruolo | Calciatore            |
| -- | ------------------- | ----- | --------------------- |
|    | Germania (bandiera) | C     | Josef Martinelli      |
|    | Germania (bandiera) | C     | Reinhold Straus       |
|    | Germania (bandiera) | C     | Christoph Walter      |
|    | Uruguay (bandiera)  | A     | Juan-Carlos Borteiro  |
|    | Germania (bandiera) | A     | Hans-Jürgen Ferdinand |
|    | Germania (bandiera) | A     | Alfred Glenski        |
|    | Germania (bandiera) | A     | Herbert Gronen        |
|    | Germania (bandiera) | A     | Wolfgang Klöckner     |
|    | Germania (bandiera) | A     | Kalle Klostermann     |
|    | Germania (bandiera) | A     | Karl-Heinz Krott      |
|    | Germania (bandiera) | A     | Karl-Heinz Sell       |

## Organigramma societario
Area tecnica
- Allenatore: Michael Pfeiffer
- Allenatore in seconda:
- Preparatore dei portieri:
- Preparatori atletici:

## Calciomercato

### Sessione estiva
| Acquisti | Acquisti             | Acquisti           | Acquisti |
| R.       | Nome                 | da                 | Modalità |
| -------- | -------------------- | ------------------ | -------- |
| C        | Karl-Heinz Bechmann  | Schalke 04         |          |
| A        | Juan-Carlos Borteiro | Barcellona         |          |
| A        | Wolfgang Klöckner    | Rheydter SV        |          |
| A        | Karl-Heinz Krott     | SG Eschweiler      |          |
| C        | Reinhold Straus      | Fortuna Düsseldorf |          |
| D        | Horacio Troche       | Peñarol            |          |

| Cessioni | Cessioni     | Cessioni | Cessioni |
| R.       | Nome         | a        | Modalità |
| -------- | ------------ | -------- | -------- |
| A        | Manfred Otta | Bottrop  |          |
| A        | Peter Reiter | Kärnten  |          |

## Risultati

### Bundesliga

#### Girone di andata
| Arbitro: | Schulenburg |

|  |           |                                                              |
|  | Marcatori | 22’ Roth 61’ (aut.) Hermandung 74’ Ohlhauser 82’ Beckenbauer |

| Arbitro: | Seiler |

|           |           |  |
| Wosab 44’ | Marcatori |  |

| Arbitro: | Herden |

|                     |           |            |
| Martinelli 66’, 88’ | Marcatori | 70’ Ehmann |

| Arbitro: | Wengenmayer |

|  |           |             |
|  | Marcatori | 28’ Glenski |

| Arbitro: | Tschenscher |

|                              |           |  |
| Ferdinand 40’ Martinelli 70’ | Marcatori |  |

| Arbitro: | Schulenburg |

|              |           |               |
| Bechtold 21’ | Marcatori | 36’ Ferdinand |

| Aquisgrana 23 settembre 1967, ore 16:00 CET 7ª giornata | Alemannia Aquisgrana | 0 – 0 referto | Borussia M'gladbach | Stadio Tivoli (30 000 spett.)\| Arbitro: \| Ohmsen \| |
| Arbitro:                                                | Ohmsen               |               |                     |                                                       |

| Arbitro: | Riegg |

|                      |           |  |
| Berg 31’ Gerwien 39’ | Marcatori |  |

| Arbitro: | Regely |

|                             |           |                                    |
| Krott 35’, 67’ Pawellek 76’ | Marcatori | 47’ Rebele 53’ (rig.), 73’ Grosser |

| Arbitro: | Tschenscher |

|                        |           |             |
| Kraus 15’ Wittkamp 56’ | Marcatori | 45’ Glenski |

| Arbitro: | Redelfs |

|                               |           |                           |
| Hoffmann 20’, 68’ Glenski 47’ | Marcatori | 45’ Entenmann 63’ Sieloff |

| Arbitro: | Kreitlein |

|  |           |               |
|  | Marcatori | 46’ Ferdinand |

| Arbitro: | Schreiner |

|               |           |               |
| Ferdinand 64’ | Marcatori | 56’ Kentschke |

| Arbitro: | Deuschel |

|                                |           |             |
| Brungs 2’, 31’, 38’ Strehl 54’ | Marcatori | 50’ Glenski |

| Arbitro: | Sturm |

|                             |           |  |
| Kostedde 22’, 70’ Budde 55’ | Marcatori |  |

| Arbitro: | Herden |

|                                       |           |               |
| Ferdinand 5’, 76’ Gronen 8’ Krott 56’ | Marcatori | 25’, 33’ Löhr |

| Arbitro: | Fritz |

|            |           |            |
| Gräber 84’ | Marcatori | 41’ Gronen |

#### Girone di ritorno
| Arbitro: | Biwersi |

|                                    |           |                |
| Müller 10’, 33’, 52’ Ohlhauser 77’ | Marcatori | 34’ Hermandung |

| Arbitro: | Siebert |

|                                          |           |  |
| Hermandung 26’ Ferdinand 49’ Glenski 68’ | Marcatori |  |

| Arbitro: | Ott |

|                   |           |                                                               |
| Herrmann 21’, 82’ | Marcatori | 23’ Glenski 55’ Ferdinand 62’ Klostermann 73’ (rig.) Hoffmann |

| Arbitro: | Schäfer |

|                                                     |           |                 |
| Ferdinand 16’, 27’ Klostermann 61’ Glenski 76’, 86’ | Marcatori | 72’ Linsenmaier |

| Arbitro: | Binder |

|                                                     |           |              |
| Dörfel 31’ Schulz 63’ Hellfritz 74’ Seeler 82’, 90’ | Marcatori | 55’ Bechmann |

| Arbitro: | Redelfs |

|                              |           |              |
| Bechmann 19’ Klostermann 32’ | Marcatori | 75’ Bechtold |

| Arbitro: | Biwersi |

|                                  |           |  |
| Vogts 6’ Laumen 41’ Dietrich 65’ | Marcatori |  |

| Arbitro: | Betz |

|                            |           |          |
| Ferdinand 55’ Bechmann 74’ | Marcatori | 42’ Moll |

| Arbitro: | Horstmann |

|                                                         |           |  |
| Rebele 10’ Kohlars 30’, 83’ Grosser 37’ Bründl 63’, 88’ | Marcatori |  |

| Arbitro: | Riegg |

|                         |           |                |
| Krott 22’ Ferdinand 62’ | Marcatori | 54’ Blechinger |

| Arbitro: | Ohmsen |

|                                                  |           |             |
| Larsson 20’ (rig.) Handschuh 53’ Köppel 55’, 79’ | Marcatori | 70’ Glenski |

| Arbitro: | Heumann |

|               |           |          |
| Ferdinand 25’ | Marcatori | 63’ Rupp |

| Arbitro: | Kreitlein |

|                |           |  |
| Windhausen 23’ | Marcatori |  |

| Arbitro: | Regely |

|                               |           |  |
| Krott 34’ Hoffmann 39’ (rig.) | Marcatori |  |

| Arbitro: | Seiler |

|                                            |           |                                     |
| Krott 7’, 84’ Ferdinand 9’ Klostermann 23’ | Marcatori | 13’ Pavlić 22’ Gecks 60’, 90’ Budde |

| Arbitro: | Binder |

|                                           |           |          |
| Hemmersbach 1’ Overath 32’ Jendrossek 52’ | Marcatori | 72’ Sell |

| Arbitro: | Reil |

|                     |           |                   |
| Hermandung 35’, 73’ | Marcatori | 40’, 51’ Heynckes |

### Coppa di Germania
| Arbitro: | Mailand |

|                                |           |             |
| Augustat 60’ (rig.) Börger 80’ | Marcatori | 76’ Glenski |

## Statistiche

### Statistiche di squadra
| Competizione      | Punti | In casa | In casa | In casa | In casa | In casa | In casa | In trasferta | In trasferta | In trasferta | In trasferta | In trasferta | In trasferta | Totale | Totale | Totale | Totale | Totale | Totale | DR  |
| Competizione      | Punti | G       | V       | N       | P       | Gf      | Gs      | G            | V            | N            | P            | Gf           | Gs           | G      | V      | N      | P      | Gf     | Gs     | DR  |
| ----------------- | ----- | ------- | ------- | ------- | ------- | ------- | ------- | ------------ | ------------ | ------------ | ------------ | ------------ | ------------ | ------ | ------ | ------ | ------ | ------ | ------ | --- |
| Bundesliga        | 34    | 17      | 10      | 6       | 1       | 38      | 24      | 17           | 3            | 2            | 12           | 14           | 42           | 34     | 13     | 8      | 13     | 52     | 66     | -14 |
| Coppa di Germania | -     | 0       | 0       | 0       | 0       | 0       | 0       | 1            | 0            | 0            | 1            | 1            | 2            | 1      | 0      | 0      | 1      | 1      | 2      | -1  |
| Totale            | 34    | 17      | 10      | 6       | 1       | 38      | 24      | 18           | 3            | 2            | 13           | 15           | 44           | 35     | 13     | 8      | 14     | 53     | 68     | -15 |

### Andamento in campionato
| Giornata  | 1  | 2  | 3  | 4 | 5 | 6 | 7  | 8  | 9  | 10 | 11 | 12 | 13 | 14 | 15 | 16 | 17 | 18 | 19 | 20 | 21 | 22 | 23 | 24 | 25 | 26 | 27 | 28 | 29 | 30 | 31 | 32 | 33 | 34 |
| --------- | -- | -- | -- | - | - | - | -- | -- | -- | -- | -- | -- | -- | -- | -- | -- | -- | -- | -- | -- | -- | -- | -- | -- | -- | -- | -- | -- | -- | -- | -- | -- | -- | -- |
| Luogo     | C  | T  | C  | T | C | T | C  | T  | C  | T  | C  | T  | C  | T  | T  | C  | T  | T  | C  | T  | C  | T  | C  | T  | C  | T  | C  | T  | C  | T  | C  | C  | T  | C  |
| Risultato | P  | P  | V  | V | V | N | N  | P  | N  | P  | V  | V  | N  | P  | P  | V  | N  | P  | V  | V  | V  | P  | V  | P  | V  | P  | V  | P  | N  | P  | V  | N  | P  | N  |
| Posizione | 17 | 18 | 14 | 9 | 8 | 9 | 10 | 12 | 10 | 13 | 11 | 7  | 10 | 11 | 12 | 12 | 12 | 12 | 12 | 10 | 5  | 8  | 7  | 8  | 7  | 10 | 7  | 11 | 11 | 11 | 11 | 9  | 12 | 11 |

Legenda:

Luogo: C = Casa; T = Trasferta. Risultato: V = Vittoria; N = Pareggio; P = Sconfitta.

### Statistiche dei giocatori
| Giocatore      | Bundesliga | Bundesliga | Bundesliga  | Bundesliga | Coppa di Germania | Coppa di Germania | Coppa di Germania | Coppa di Germania | Totale   | Totale | Totale      | Totale     |
| Giocatore      | Presenze   | Reti       | Ammonizioni | Espulsioni | Presenze          | Reti              | Ammonizioni       | Espulsioni        | Presenze | Reti   | Ammonizioni | Espulsioni |
| -------------- | ---------- | ---------- | ----------- | ---------- | ----------------- | ----------------- | ----------------- | ----------------- | -------- | ------ | ----------- | ---------- |
| K. Bechmann    | 31         | 3          | 0           | 0          | 0                 | 0                 | 0                 | 0                 | 31       | 3      | 0           | 0          |
| J. Borteiro    | 1          | 0          | 0           | 0          | 0                 | 0                 | 0                 | 0                 | 1        | 0      | 0           | 0          |
| H. Ferdinand   | 25         | 14         | 0           | 0          | 1                 | 0                 | 0                 | 0                 | 26       | 14     | 0           | 0          |
| A. Glenski     | 21         | 9          | 0           | 0          | 1                 | 1                 | 0                 | 0                 | 22       | 10     | 0           | 0          |
| H. Gronen      | 32         | 2          | 0           | 0          | 0                 | 0                 | 0                 | 0                 | 32       | 2      | 0           | 0          |
| E. Hermandung  | 31         | 4          | 0           | 0          | 1                 | 0                 | 0                 | 0                 | 32       | 4      | 0           | 0          |
| E. Hoffmann    | 32         | 4          | 0           | 0          | 1                 | 0                 | 0                 | 0                 | 33       | 4      | 0           | 0          |
| K. Klostermann | 25         | 4          | 0           | 0          | 1                 | 0                 | 0                 | 0                 | 26       | 4      | 0           | 0          |
| W. Klöckner    | 1          | 0          | 0           | 0          | 0                 | 0                 | 0                 | 0                 | 1        | 0      | 0           | 0          |
| G. Knops       | 1          | 0          | 0           | 0          | 0                 | 0                 | 0                 | 0                 | 1        | 0      | 0           | 0          |
| W. Krieger     | 0          | 0          | 0           | 0          | 0                 | 0                 | 0                 | 0                 | 0        | 0      | 0           | 0          |
| K. Krott       | 25         | 7          | 0           | 0          | 1                 | 0                 | 0                 | 0                 | 26       | 7      | 0           | 0          |
| J. Martinelli  | 33         | 3          | 0           | 0          | 1                 | 0                 | 0                 | 0                 | 34       | 3      | 0           | 0          |
| W. Nievelstein | 1          | 0          | 0           | 0          | 0                 | 0                 | 0                 | 0                 | 1        | 0      | 0           | 0          |
| R. Pawellek    | 27         | 1          | 0           | 1          | 1                 | 0                 | 0                 | 0                 | 28       | 1      | 0           | 1          |
| G. Prokop      | 28         | 0          | 0           | 0          | 1                 | 0                 | 0                 | 0                 | 29       | 0      | 0           | 0          |
| H. Schors      | 5          | 0          | 0           | 0          | 0                 | 0                 | 0                 | 0                 | 5        | 0      | 0           | 0          |
| P. Schöngen    | 15         | 0          | 0           | 0          | 0                 | 0                 | 0                 | 0                 | 15       | 0      | 0           | 0          |
| K. Sell        | 10         | 1          | 0           | 0          | 1                 | 0                 | 0                 | 0                 | 11       | 1      | 0           | 0          |
| R. Straus      | 1          | 0          | 0           | 0          | 0                 | 0                 | 0                 | 0                 | 1        | 0      | 0           | 0          |
| J. Thelen      | 26         | 0          | 0           | 0          | 1                 | 0                 | 0                 | 0                 | 27       | 0      | 0           | 0          |
| H. Troche      | 24         | 0          | 0           | 0          | 0                 | 0                 | 0                 | 0                 | 24       | 0      | 0           | 0          |
| C. Walter      | 10         | 0          | 0           | 0          | 1                 | 0                 | 0                 | 0                 | 11       | 0      | 0           | 0          |